# Savoonga
Savoonga és una població dels Estats Units a l'estat d'Alaska. Segons el cens del 2007 tenia 648 habitants.

## Demografia
Segons el cens del 2000, Savoonga tenia 643 habitants, 145 habitatges, i 113 famílies La densitat de població era de 40,7 habitants/km².
Dels 145 habitatges en un 55,2% hi vivien nens de menys de 18 anys, en un 49,7% hi vivien parelles casades, en un 15,9% dones solteres, i en un 21,4% no eren unitats familiars. En el 16,6% dels habitatges hi vivien persones soles el 0,7% de les quals corresponia a persones de 65 anys o més que vivien soles. El nombre mitjà de persones vivint en cada habitatge era de 4,43 i el nombre mitjà de persones que vivien en cada família era de 5,22.
Per edats la població es repartia de la següent manera: un 36,1% tenia menys de 18 anys, un 13,2% entre 18 i 24, un 28,6% entre 25 i 44, un 16,5% de 45 a 60 i un 5,6% 65 anys o més.
L'edat mediana era de 26 anys. Per cada 100 dones de 18 o més anys hi havia 115,2 homes.
La renda mediana per habitatge era de 23.438 $ i la renda mediana per família de 27.917 $. Els homes tenien una renda mediana de 30.500 $ mentre que les dones 29.167 $. La renda per capita de la població era de 7.725 $. Aproximadament el 29,3% de les famílies i el 29,1% de la població estaven per davall del llindar de pobresa.

## Poblacions més properes
El següent diagrama mostra les poblacions més properes.